# Inneres Team
Das Innere Team ist ein Persönlichkeitsmodell des Hamburger Psychologen Friedemann Schulz von Thun. Die Pluralität des menschlichen Innenlebens oder Teile der Persönlichkeit (Selbst), wird darin mit der Metapher eines Teams und seines Leiters dargestellt. Das soll die Problemlösung in schwierigen Situationen unterstützen und damit die Voraussetzung für eine klare und authentische Kommunikation nach außen bieten.

## Motivation
In den ersten beiden Bänden seines Hauptwerks Miteinander reden hat sich Schulz von Thun mit dem Thema der funktionierenden Kommunikation beschäftigt. 1998 brachte er Miteinander reden 3 heraus, das seine Kommunikationslehre um das innere Team erweitert. Indem er das Modell des inneren Teams vorstellt, möchte er eine Anleitung zur Selbsthilfe liefern.
Das innere Team ist eine Abwandlung der Parts Party, einer Methode der Systemischen Familientherapie, die von Virginia Satir in den 1970er-Jahren entwickelt wurde. Zudem stützt sich sein Modell auf die unter anderem von Margaret Paul und Erika J. Chopich beschriebenen, in einem Menschen interagierenden Persönlichkeitsanteile.

## Die inneren Teammitglieder
Beim inneren Team und seinen inneren Teammitgliedern handelt es sich um eine Metapher. Jedes innere Teammitglied steht dabei für einen inneren Teil oder Aspekt der gesamten Persönlichkeit. Es ist weder im Sinne multipler Persönlichkeiten eine wiederum plurale Teilpersönlichkeit, noch ist es mit Verhaltensweisen zu verwechseln. Sichtbares Verhalten ist das Ergebnis eines inneren Prozesses. Jedes Teammitglied will immer nur das beste für den Teamchef. Verhalten kann also nur selten in einen dauerhaften und zwangsläufigen Zusammenhang mit einem einzelnen Teammitglied gebracht werden.
Teammitglieder unterscheiden sich auf vielfältige Weise – sie sind laut oder leise, melden sich schnell oder langsam, sind dominant im Außenkontakt oder zeigen sich nur nach innen, wo sie als Gedanke, Gefühl, Impuls, Stimmung oder Körpersignal auftreten. Zwischen Teammitgliedern herrscht eine ähnliche Gruppendynamik wie im äußeren Leben auch. In ihrer Gesamtheit spiegeln sie die Lebenserfahrungen eines Menschen wider, darunter die Meinung von Eltern, Freunden und Lebenspartnern, Lehrern, Vorbildern, Konkurrenten oder die Werte von Gemeinschaften, denen man sich zugehörig fühlt.

## Der Teamleiter
Als Teamleiter bezeichnet Schulz von Thun das übergeordnete „Ich“, die zusammenhaltende Instanz, die entweder dem Dialog seiner Teammitglieder passiv folgt oder aber aktiv eingreift, in jedem Fall aber bei außenwirksamen Entscheidungen das letzte Wort hat. Es können viele Aspekte der wirklichen Teamführung auf den inneren Teamleiter übertragen werden.

## Die innere Teamsitzung
Steht ein Mensch vor einer schwierigen Entscheidung, findet in ihm mehr oder weniger bewusst eine innere Teamsitzung statt. Durcheinander, uneinheitliche Äußerungen (z. B. ungutes Bauchgefühl gegen rationales Argument) und eine Dominanz der lauten, schnellen und beliebten Teammitglieder prägen in der Realität oft die nicht bewusst kontrollierten Teamsitzungen. Trotzdem gelingt es dem Teamleiter dank seiner Übung, in vielen Fällen eine zufriedenstellende Entscheidung herbeizuführen. Bei besonders schwierigen oder ungewohnten Entscheidungen muss das aber nicht mehr der Fall sein. Dann empfiehlt Schulz von Thun eine Teamsitzung mit einer sorgfältigen Befragung und Würdigung der Teammitglieder.
Dazu müssen zunächst die Teammitglieder, die sich zu der Frage äußern wollen, identifiziert werden. Oft gelingt das erstaunlich gut, wenn man sich ein wenig Zeit nimmt, in sich hineinzuhören. Anschließend sollte jedes Teammitglied das Recht bekommen, seine Botschaft unkritisiert vorzubringen. Eine freie Diskussion gibt allen die Möglichkeit, gehörig aneinanderzugeraten. Der Teamleiter sollte dabei gut aufpassen, um danach die strittigen Fragen und die Positionen dazu zusammenfassen zu können. Hierbei ist Führungstalent besonders wichtig – der Teamleiter sollte neutral bleiben und alle Positionen wertschätzen. Auf dieser Basis kann dann auch, wie in wirklichen Teams, über einen Kompromiss nachgedacht werden. Zum Abschluss kann man das Ergebnis zusammenfassen und noch einmal die Zustimmung aller Teilnehmer einholen.
Dieses Vorgehen hat mehrere Vorteile. Weil man sich in seiner Vielfalt akzeptiert, ist es nicht nötig, wichtige Bedürfnisse zu vernachlässigen, um schnell eine einheitliche Meinung hervorzubringen. Ein authentischeres Ergebnis führt häufig zu höherer Selbstzufriedenheit – und schließlich hilft die Selbstklärung, späteres Unwohlsein in dieser Fragestellung schnell zu verstehen und damit umzugehen.

## Weitere Aspekte des inneren Teams
Die Metapher des inneren Teams kann aber noch weitreichender eingesetzt werden. In Miteinander reden 3 stellt Schulz von Thun außerdem folgende Konzepte vor:
- Inneres Konfliktmanagement
- Nicht-Akzeptanz von Teammitgliedern und seine Folgen
- Teamaufbau in Innen- und Außenkontakt
- Situationsabhängige Teamzusammensetzung

Von Dagmar Kumbier wurde das Modell des inneren Teams für die Anwendung in der Psychotherapie ergänzt und adaptiert.